# Wielkokalibrowy karabin wyborowy

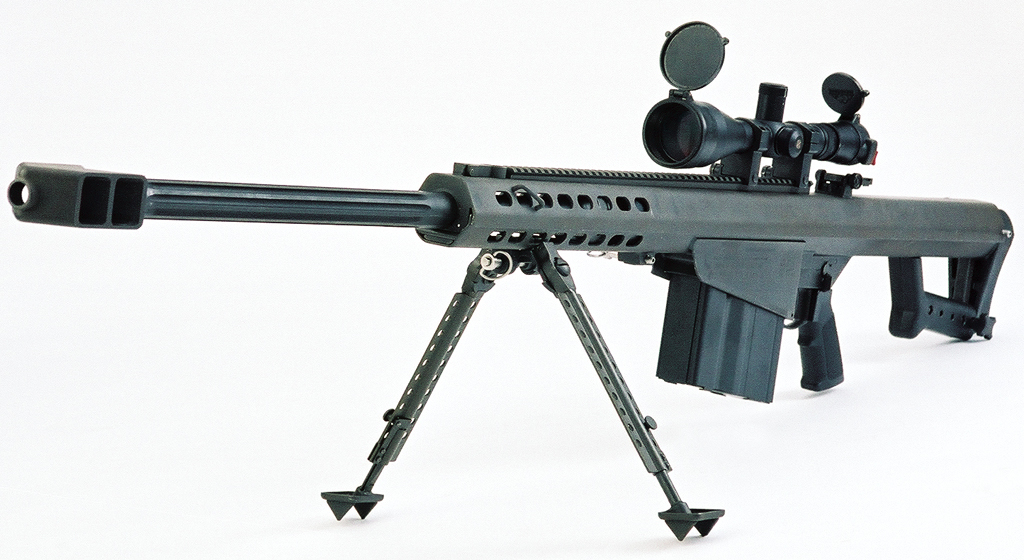
Wielkokalibrowy karabin wyborowy M107

Wielkokalibrowy karabin wyborowy (ang. anti-materiel rifle, skr. AMR) - specjalny karabin wyborowy o dużym kalibrze (zwykle 12,7 mm, czasami większym), przeznaczony głównie do niszczenia lekko opancerzonych celów oraz sprzętu technicznego przeciwnika. Niekiedy wykorzystywany również do likwidacji celów żywych, a w czasie pokoju do niszczenia niewybuchów.
Koncepcja wielkokalibrowych karabinów wyborowych, w pewnym stopniu wywodzi się od używanych dawniej karabinów przeciwpancernych.

## Przykłady wielkokalibrowych karabinów wyborowych
W nawiasach podano rodzaj używanej amunicji.
- Armalite AR50 (12,7 × 99 mm NATO)
- Accuracy International AS50 (12,7 × 99 mm NATO)
- Accuracy International AW50 (12,7 × 99 mm NATO)
- Barrett M82A1 (12,7 × 99 mm NATO)
- Barrett M99 (12,7 × 99 mm NATO lub .416 Barrett)
- Gepard M1, M2, M3, M4 M5, M6 Hiúz (12,7 × 99 mm NATO lub 14,5 × 114 mm)
- KSWK (12,7 × 108 mm)
- M107 (12,7 × 99 mm NATO)
- PGM Hécate II (12,7 × 99 mm NATO)
- Steyr HS .50 (12,7 × 99 mm NATO)
- Steyr IWS 2000 (15,2 mm specjalny nabój APFSDS)
- Tor (12,7 × 99 mm NATO)
- WSSK Wychłop (12,7 × 55 mm STs-130)